# Żagle
Żagle – ilustrowany magazyn, wydawany w cyklu miesięcznym w latach 1959-2020. Porusza tematy związane z żeglarstwem (regaty żeglarskie, jachting, nawigacja, szkutnictwo i kulturą żeglarską).

## Historia
„Żagle” pierwotnie wychodziły, jako biuletyn Polskiego Związku Żeglarskiego. Od połowy lat 60. XX wieku czasopismo stało się niezależne od PZŻ (Wydawca RSW „Prasa”). W 1972 r. tytuł miesięcznika zmodyfikowano na Żagle i Jachting Motorowodny, od 1985 r. Żagle – Turystyka, Sporty Wodne. W okresie listopada 1990 do marca 1991 nie ukazywały się. Wydawanie Żagli wznowił prywatny wydawca firma Clipper pod nazwą Żagle Yachting Windsurfing. Kiedy wydawca postanowił wprowadzić zmiany w zespole redakcyjnym, zmieniając redaktora naczelnego, cały zespół redakcyjny postanowił odejść z redakcji i założyć nowe czasopismo - Żagle - Magazyn Sportów Wodnych. Zespół znalazł błyskawicznie nowego wydawcę - Warszawskie Towarzystwo Wioślarskie, gdzie ówcześnie mieściła się redakcja, ale nowo powstałe czasopismo datowało kolejne numery tak, jakby wychodziło od lat i stanowiło kontynuację Żagli Yachting Windsurfing a nie całkiem nowy magazyn. Był to celowy zabieg, aby zdyskredytować dotychczasowego wydawcę, firmę Clipper i wciąż wychodzące Żagle Yachting Windsurfing. Przez pewien czas wychodziły zatem równolegle dwa czasopisma różniące się tylko śródtytułem. Właściciel firmy Clipper nie zdołał jednak zebrać mocnego zespołu redakcyjnego i zamknął czasopismo w grudniu 1991 roku. Żagle Magazyn Sportów Wodnych, które powstały w wyniku odejścia całej redakcji od firmy Clipper są więc nowym czasopismem, którego historia datuje się od 1990 roku i nie są więc formalnie i prawnie kontynuatorem czasopisma Żagle wydawanego wcześniej przez RSW Prasę. Oczywiście ze względów promocyjnych Żagle Magazyn Sportów Wodnych uważają się za kontynuatora pierwotnych Żagli. Po kilku latach Żagle MSW zostały sprzedane przez Warszawskie Towarzystwo Wioślarskie firmie ZPR - późniejszemu Muratorowi. W międzyczasie z redakcji nagle odszedł, zabierając część zespołu redakcyjnego i przygotowane do druku materiały Krzysztof Siemieński, tworząc konkurencyjne pismo "Rejs". Było ono wydawane przez kilka lat.
Żagle odegrały również niechlubną rolę, kiedy ich wydawca Murator postanowił przejąć targi Wiatr i Woda organizowane przez spółkę Doramm. W tym celu Żagle odmówiły z dnia na dzień zamieszczenia reklam, patronatu i współpracy targom Wiatr i Woda, a promowały targi Jachty Europy. Po dwóch latach walki Doramm poddał się i odsprzedał prawa do targów Wiatr i Woda firmie Murator Expo.
Od 1971 redakcja czasopisma przyznaje doroczną Nagrodę im. Leonida Teligi w kilku kategoriach. 
W kwietniu 2020 wydawca (Murator Expo) ogłosił, zawieszenie wydawania pisma. Numer 5/2020 jest ostatnim ukazującym się regularnie, a kolejne mają się ukazywać "okazjonalnie" np. przy okazji targów żeglarskich. Jednocześnie zwolniona została redakcja.  W momencie zawieszenia pisma w redakcji zatrudnione były trzy osoby na etatach i ośmiu stałych współpracowników.

## Redaktorzy naczelni
Redaktorami naczelnymi byli m.in.:
- Włodzimierz Głowacki (1959–62),
- Zbigniew Laskowski (1962–65),
- Leszek Błaszczyk (1965–90),
- Jerzy Pieśniewski (1990-94)
- Sławomir Cieśliński (1994)
- Jerzy Fijka (1994-95)
- Jan Gogacz (1995-98)
- Krzysztof Siemieński (1998-99)
- Jerzy Kubaszewski (1999-2001),
- Waldemar Heflich (do 2020)[4].

## Główne rubryki Żagli
- Przegląd
- Technika
- Moto
- Śródlądzie
- Morze
- Sport